# Duit
Pour les articles ayant des titres homophones, voir Dhuis.
Le duit est une langue amérindienne, de la famille des langues chibchanes parlée dans les hautes terres de la Colombie, à l'époque de la colonisation espagnole.

## Histoire de la langue
La langue, qui est éteinte depuis longtemps, était parlée en Colombie dans l'actuel département de Boyacá. Un seul document rédigé à l'époque coloniale et aujourd'hui perdu nous est connu. Il s'agit d'un fragment de catéchisme en duit, publié en 1871, à Paris par Ezequiel Uricoechea. Selon lui, la langue de ce fragment n'est pas le duit, mais le duitama, qui était parlé à Tunja. La perte du document ne permet pas de résoudre ce problème.

## Classification
Le duit est clairement une langue chibchane, proche de sa voisine, le muisca mais, sans doute, sans possibilité d'intercompréhension. Le document laisse apparaître une correspondance entre /-r-/ en duit et /-z-/, /-s-/ et /-š-/ en muisca. En duit, éclair est pcuare, auquel fait écho, en muisca, pquahaza, c'est-à-dire [pkʷahatsa].